# Voják (Star Trek: Vesmírná loď Voyager)
Voják (v anglickém originále Drone) je druhá epizoda páté sezóny seriálu Star Trek: Vesmírná loď Voyager.

## Příběh
Voyager dorazil ke vznikající protomlhovině, a B'Elanna Torresová, Tom Paris, Doktor a Sedmá z devíti se ji v raketoplánu vydají prozkoumat. Během přiblížení dojde k plazmovému výboji a situace se stane neudržitelnou. Kapitánka Janewayová nařídí nouzový transport, který je kvůli plazmatu v okolí komplikovaný, ale nakonec se zdaří. Pouze Doktorův holoemitor je poškozený, takže ho B'Elanna vezme na diagnostiku do vědecké laboratoře. Po jejím odchodu se z emitoru vysunou borgské asimilační trubice.
Druhý den se do vědecké laboratoře vrací praporčík Mulcahey, ale po vstupu jsou mu do krku zabodnuty dvě extrakční trubice, které mu odeberou DNA. Krátce poté je okolo laboratoře vztyčeno borgské silové pole, takže Chakotay vyhlašuje červený poplach a vysílá k místu bezpečnostní tým. Uvnitř najde Sedmá z devíti a Tuvok funkční borgskou dozrávací komoru a v ní novorozeného Borga. To je samo o sobě zvláštní, protože se Borgové množí asimilováním, nikoli pohlavním rozmnožováním. Sedmá proto přijde s vlastní verzí toho, co se stalo: během transportu se promíchaly vzory jí a Doktora, takže byl holoemiter napaden jejími nanosondami a ty začaly asimilovat. Nejprve emitor, poté konzoli, na které byl položen a nakonec DNA poručíka Mulcaheyho. Vzniklý jedinec se vyvíjí 25x rychleji než normální Borg a za hodinu je z něj šestiletý chlapec. Janewayová se rozhodne ho nezabít, čímž ale ohrozí celou loď, protože Borg byl vytvořen z techniky z 29. století a je tak dokonalejší než cokoliv v jejich době. Pokud by se dostal do rukou Společenstva, Borgové by byli ještě mocnější. To ale zatím nejspíš nehrozí, takže ho Janewayová chce obrátit na svou stranu a tímto úkolem je pověřena Sedmá z devíti.
Za pouhý jeden den je z vojáka plně vyvinutý dospělý jedinec a hned se začne zajímat o vše okolo sebe. Absorbuje obrovské množství dat, prokáže své mimořádné schopnosti a rozvíjí svou osobnost, na druhou stranu zařazení se mezi posádku je zpočátku poněkud komplikované. Aby nemohl kontaktovat Společenstvo je mu deaktivován lebeční transciever, jenže jeho technika si vytvoří náhradní a vyšle signál. Jako odpověď přilétá borgská koule a snaží asimilovat Voyager. Voják pomůže z můstku vypnout vlečný paprsek, a když nemůže dále vylepšit phasery, navrhne, že se transportuje na cizí plavidlo a zničí ho zevnitř. Zde se dostane k ovládání kormidla a s koulí zamíří přímo do nedaleké protomlhoviny. Koule se vlivem obrovské síly zhroutí do sebe a následně vybuchne. Všichni pokládají vojáka za mrtvého, nicméně ten ještě před výbuchem vytvořil kolem sebe ochranné silové pole a přežil.
Na ošetřovně diagnostikuje Doktor jeho poranění jako vážná a chystá se k operaci. Voják ošetření odmítne. Slyšel hlasy Borgů a ví, že oni nepřestanou, dokud Voyager nedostanou a jeho neasimilují. Pro bezpečnost představuje příliš velkou hrozbu a proto se rozhodne zemřít.